# Dactylortyx thoracicus
Dactylortyx thoracicus là một loài chim trong họ Odontophoridae.